# Archaeoattacus edwardsii
Archaeoattacus edwardsii är en fjärilsart som beskrevs av White 1859. Archaeoattacus edwardsii ingår i släktet Archaeoattacus och familjen påfågelsspinnare. Inga underarter finns listade i Catalogue of Life.

## Bildgalleri

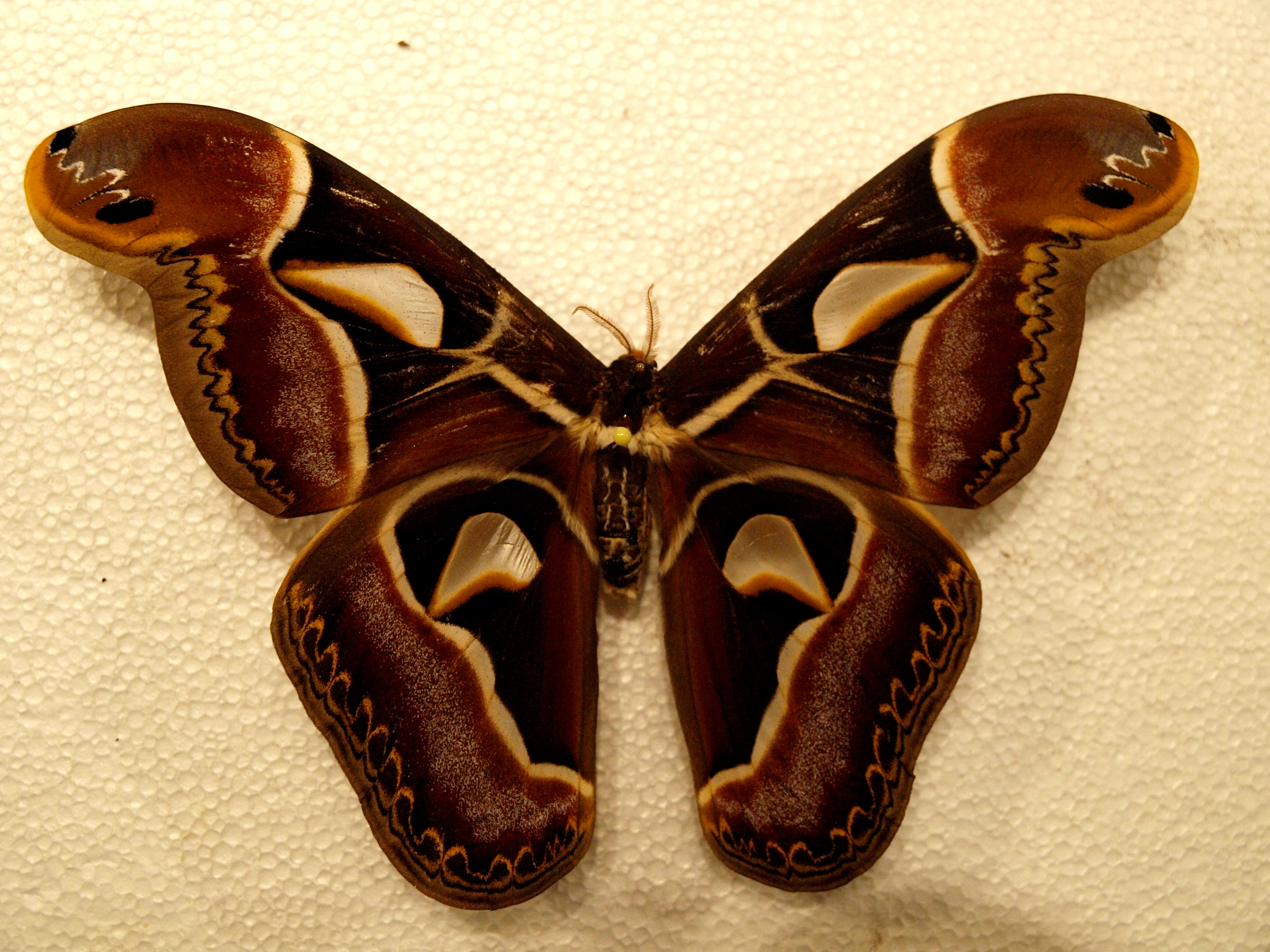